# Pugum Sø
Pugum Sø (på tysk Pugumer See) er navnet på to mindre søer og et fredet naturområde beliggende nord for Lyksborg i Angel i Sydslesvig. Hele området udgør et areal på 89 ha. Administrativt hører Pugum under Lyksborg by i Slesvig-Flensborg kreds i den nordtyske delstat Slesvig-Holsten. Området består af to mindre søer, krat, buskskov og sumpskov med få næringskrævende arter.
Pugum er første gang nævnt 1781. Søen var tidligere en sidearm af Holnæs Nor, som blev inddæmmet fra fjorden og dermed omdannet til sø. Efterhånden tilgroede dele af søen, og den blev opsplittet i to mindre småsøer, hvoraf Gammel Pugum nu er næsten udtørret. Mens den større sø (Ny Pugum) regnes til Skovsende, regnes Gammel Pugum traditionelt under Fredskov.
Området med birk, el og ask er i konstant udvikling hen mod tæt skov. Det er voksested for en række sjældne plantearter som ulvefod, fjerbregne, dunet steffensurt, slangetunge, dunbregne og elfenbenspadderok samt tilflugtssted for mange fuglearter som ravn, rørdrum og rørhøg.
Pugum Sø indgår med andere naturområder ved Flensborg Fjord i et fælles habitatområde under det fælleseuropæiske Natura 2000-projekt